# Saint-Jean-Ouest-Lancaster
Circonscription électorale provinciale du Canada
Saint-Jean-Ouest-Lancaster ((en) Saint John West-Lancaster)  (auparavant Saint-Jean-Lancaster) est une circonscription électorale provinciale du Nouveau-Brunswick représentée à l'Assemblée législative depuis 1995.

## Géographie
La circonscription comprend :
- une partie de la ville de Saint-Jean.

## Liste des députés
| Législature                                                                                    | Années       | Député | Député             | Parti                     |
| ---------------------------------------------------------------------------------------------- | ------------ | ------ | ------------------ | ------------------------- |
| Saint-Jean-Lancaster Circonscription issue de Saint-Jean-Ouest et Saint-Jean-Havre (1974-1995) |              |        |                    |                           |
| 53e                                                                                            | 1995-1999    |        | Jane Barry         | Libéral                   |
| 54e                                                                                            | 1999-2003    |        | Norm McFarlane     | Progressiste-conservateur |
| 55e                                                                                            | 2003-2006    |        | Abel LeBlanc       | Libéral                   |
| 56e                                                                                            | 2006-2010    |        | Abel LeBlanc       | Libéral                   |
| 57e                                                                                            | 2010-2014    |        | Dorothy Shephard   | Progressiste-conservateur |
| 58e                                                                                            | 2014-2018    |        | Dorothy Shephard   | Progressiste-conservateur |
| 59e                                                                                            | 2018-2020    |        | Dorothy Shephard   | Progressiste-conservateur |
| 60e                                                                                            | 2020-2024    |        | Dorothy Shephard   | Progressiste-conservateur |
| Saint-Jean-Ouest-Lancaster                                                                     |              |        |                    |                           |
| 61e                                                                                            | 2024-présent |        | Kate Elman Wilcott | Libéral                   |